# Monique Just
Monique Just est une actrice française née en 1940 à Saint-Brieuc.

## Filmographie
- 1959 : La Femme et le Pantin de Julien Duvivier
- 1959 : J'irai cracher sur vos tombes de Michel Gast: Jay
- 1960 : Ravissante de Robert Lamoureux
- 1961 : C'est parti, mon kiki de Steno : Marcella Bertolazzi
- 1961 : Saint-Tropez Blues de Marcel Moussy : Véronique
- 1961 : Le Trésor des hommes bleus d'Edmond Agabra : Leila
- 1963 : L'Éternité pour nous (ou Le Cri de la chair) de José Bénazéraf : Maria